# میلیکوف (ناحیه فریدک-میستک)
میلیکوف (به چکی: Milíkov) یک منطقهٔ مسکونی در جمهوری چک است که در ناحیه فریدک-میستک واقع شده‌است. میلیکوف ۹٫۱۵ کیلومتر مربع مساحت و ۱٬۲۸۹ نفر جمعیت دارد و ۴۲۰ متر بالاتر از سطح دریا واقع شده‌است.